# 桃山日生
（9月27日—）是日本的漫畫家、插畫家。另一筆名是 相賀 羽衣（そうが うい）。岡山縣出身。

## 作品一覽

### 連載
- 寒蟬鳴泣之時解 皆殺篇（月刊GFantasy）
- 海貓鳴泣之時散 episode6 - Dawn of the golden witch（月刊GFantasy）
- 在地下城尋求邂逅是否搞錯了什麼 眷族紀事 episode 琉
- 厄里斯的聖杯（MANGAUP！）
- 在地下城尋求邂逅是否搞錯了什麼 眷族紀事 episode 芙蕾雅

### 短篇
- （ガンガンパワード）
- （月刊ガンガンWING）
- （月刊ガンガンWING）
- （月刊ガンガンWING）

### 插畫
- （作者：月島総記、スクウェア・エニックス・ノベルズ）
- （作者：aksk、《寒蟬鳴泣之時 語咄篇3》）
- （作者：夕輝秋葉、GANGAN ONLINE）

## 外部連結
- 桃山ひなせ的X（前Twitter）
- 桃山ひなせ的pixiv